# فرانك غرينير
فرانك غرينير (بالألمانية: Frank Greiner)‏ (3 يوليو 1966 بكوبورغ في ألمانيا - ) هو مدرب كرة قدم ولاعب كرة قدم ألماني في مركز الوسط. لعب مع نادي فولفسبورغ ونادي كايزرسلاوترن ونادي كولن ونادي نورنبرغ و وDVV Coburg ‏.

## وصلات خارجية
- فرانك غرينير على موقع قاعدة بيانات كرة القدم.إي يو (الإنجليزية)
- فرانك غرينير على موقع بيانات كرة القدم. دي إي (الألمانية)
- فرانك غرينير على موقع عالم كرة القدم.نت (الإنجليزية)